# 데이너 푸치스

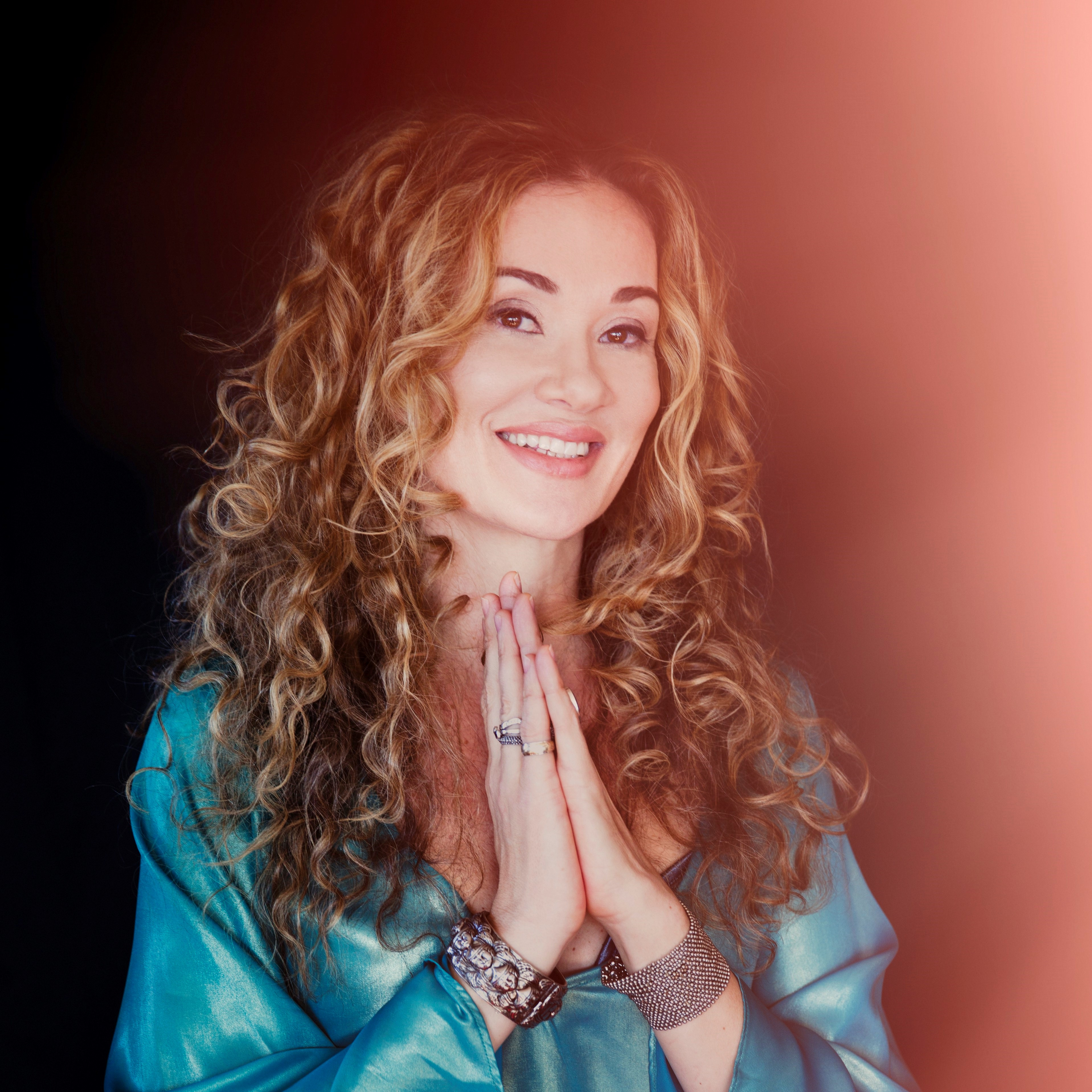
2018년 모습

데이나 퓩스(Dana Fuchs, 영어 발음: /fjuːks/, 1976년 1월 10일 ~ )는 미국의 배우, 싱어송라이터이다.
뉴저지주에서 태어났다.

## 영상 목록

### 영화
- 어크로스 더 유니버스 (2007) - 세이디 역
- The Mortician (2011)